# Норса, Ханна
Ханна Норса (англ. Hannah Norsa; 1712, Лондон — 28 августа 1784) — британская театральная актриса и оперная певица, любовница Роберта Уолпола, 2-го графа Орфорд.

## Биография
Происходила из еврейской семьи, была дочерью трактирщика и торговца Исаака Норсы и его супруги Эстер де Чаус.
Дебютировала в театре в возрасте около 18 лет и произвела фурор своей ролью Полли Пичэм в опере «Опера нищего» на сцене театра Ковент-Гарден.
В последующие годы она стала ведущей оперной певицей в Ковент-Гардене, а также играла и во многих спектаклях. В 1736 году она покинула театр и стала любовницей Роберта Уолпола, барона Уолпола, ставшего в 1745 году графом Орфорд.
В 1740 году она родила от него сына Роберта, возможно умершего в детстве.
В 1751 году после смерти своего любовника и покровителя покинула Хоутон-холл и переехала жить к театральному деятелю Джону Ричу, став подругой его жены Присциллы Уилфорд. Упоминается, что в 1766 году она проживала в Роттердаме, а спустя три года вернулась на родину, где и скончалась 28 августа 1784 года в возрасте 72 лет; её завещание составило 3000 фунтов стерлингов.